# Chelonus basicinctus
Chelonus basicinctus är en stekelart som beskrevs av Léon Abel Provancher 1881. Chelonus basicinctus ingår i släktet Chelonus och familjen bracksteklar. Inga underarter finns listade i Catalogue of Life.